# Erich-Ponto-Preis
Der „Erich-Ponto-Preis für herausragende künstlerische Leistungen“ wird zur Förderung junger Schauspieler und Schauspielerinnen im Ensemble des Dresdner Staatsschauspiels seit 1999 vom Förderverein Staatsschauspiel Dresden e. V. vergeben und ist mit 5000 Euro dotiert.
Namensgeber ist der berühmte Theater- und Filmschauspieler Erich Ponto, der von 1914 bis 1947 in Dresden als Schauspieler und Intendant tätig war. Der Preis wurde bis 2004 jährlich, seither nur noch alle zwei bis drei Jahre vergeben. Der Preisträger wird vom Intendanten des Staatsschauspiels vorgeschlagen, eine eigene Bewerbung ist nicht vorgesehen. Im Jahre 2018 wurde erstmals auch eine Skulptur an den Gewinner überreicht.

## Preisträger
- 1999: Philipp Otto[2]
- 2000: Marianna Linden[2]
- 2001: Jonas Fürstenau[2]
- 2002: Tessa Mittelstaedt[2]
- 2003: Philipp Lux[2]
- 2004: Ahmad Mesgarha[2]
- 2006: Christine Hoppe[2]
- 2008: Dirk Glodde[2]
- 2010: Christian Friedel[2]
- 2013: Sonja Beißwenger[3]
- 2015: Jonas Friedrich Leonhardi
- 2018: Moritz Kienemann[1]
- 2020: Jannik Hinsch[4]
- 2022: Henriette Hölzel[4]
- 2024: Marin Blülle[5]